# إينغار زاك
إينغار زاك (بالنرويجية البوكمول: Ingar Zach)‏ هو عازف جاز وملحن نرويجي، ولد في 29 يونيو 1971 في أوسلو في النرويج.

## وصلات خارجية
- الموقع الرسمي
- إينغار زاك على موقع ميوزك برينز (الإنجليزية)
- إينغار زاك على موقع أول ميوزيك (الإنجليزية)
- إينغار زاك على موقع ديسكوغز (الإنجليزية)